# Кабинет Джорджа Буша — младшего
Кабинет Джорджа Буша — младшего — администрация 43-го президента США Джорджа Уокера Буша, возглавлявшая исполнительную власть в Соединённых Штатах Америки с 20 января 2001 по 20 января 2009 года.

## Предыстория
7 ноября 2000 года в США прошли президентские выборы, в которых приняли участие кандидат от Республиканской партии Джордж Буш-младший (Джордж Уокер Буш, сын 41-го президента и 43-го вице-президента США Джорджа Герберта Уокера Буша) и кандидат от Демократической партии Альберт Гор, который был вице-президентом в администрации Билла Клинтона.
Примечательны эти выборы тем, что Буш проиграл своему оппоненту в голосах, однако заручился большим количеством голосов выборщиков, в результате чего он стал избранным президентом США.
Гор несколько раз пытался пересмотреть результаты выборов, но 10 декабря Верховный суд США постановил прекратить подсчёт голосов. 13 декабря он признал свое поражение и позвонил Бушу, чтобы поздравить его с победой.

## Формирование кабинета
Работа над формированием кабинета началась Бушем только 15 декабря 2000 года, после того как Верховный суд вынес решение о прекращении подсчета голосов.
Работа над формированием проходила быстро и уже 3 января 2001 года была завершена, когда на посты министров транспорта, энергетики и труда были анонсированы Норман Минета, Спенсер Абрахам и Линда Чавес. Однако уже 10 января Чавес сняла свою кандидатуру, новым министром труда была выбрана Элейн Чао.
20 января 2001 Буш принёс присягу и стал новым президентом США, в этот же день вступили в свои должности 8 членов его кабинета.

### Новая должность
25 ноября 2002 года в США был принят Закон о внутренней безопасности, в связи с террористическими атаками 11 сентября 2001 года. Этот закон учредил новое министерство, и по совместительству новую должность в Овальном кабинете — министр внутренней безопасности США.
Первым министром внутренней безопасности стал Томас Ридж, который вступил в должность 24 января 2003 года.

## Состав
| Должность                                                 | Портрет | Лицо               | Даты полномочий                   |
| --------------------------------------------------------- | ------- | ------------------ | --------------------------------- |
| Вице-президент США                                        |         | Ричард Чейни       | 20 января 2001 — 20 января 2009   |
| Государственный секретарь США                             |         | Колин Пауэлл       | 20 января 2001 — 20 января 2005   |
| Государственный секретарь США                             |         | Кондолиза Райс     | 26 января 2005 — 20 января 2009   |
| Министр финансов США                                      |         | Пол О’Нил          | 20 января 2001 — 31 декабря 2002  |
| Министр финансов США                                      |         | Джон Сноу          | 3 февраля 2003 — 28 июня 2006     |
| Министр финансов США                                      |         | Генри Полсон       | 3 июля 2006 — 20 января 2009      |
| Министр труда США                                         |         | Элейн Чао          | 29 января 2001 — 20 января 2009   |
| Генеральный прокурор США                                  |         | Джон Эшкрофт       | 2 февраля 2001 — 3 февраля 2005   |
| Генеральный прокурор США                                  |         | Альберто Гонсалес  | 3 февраля 2005 — 17 сентября 2007 |
| Генеральный прокурор США                                  |         | Майкл Мукасей      | 9 ноября 2007 — 20 января 2009    |
| Министр обороны США                                       |         | Дональд Рамсфел    | 20 января 2001 — 18 декабря 2006  |
| Министр обороны США                                       |         | Роберт Гейтс       | 18 декабря 2006 — 1 июля 2011     |
| Министр внутренних дел США                                |         | Гейл Нортон        | 31 января 2001 — 31 марта 2006    |
| Министр внутренних дел США                                |         | Дирк Кемпторн      | 7 июня 2006 — 20 января 2009      |
| Министр сельского хозяйства США                           |         | Энн Венеман        | 20 января 2001 — 20 января 2005   |
| Министр сельского хозяйства США                           |         | Майкл Йоханс       | 21 января 2005 — 20 сентября 2007 |
| Министр сельского хозяйства США                           |         | Эдвард Шейфер      | 28 января 2008 — 20 января 2009   |
| Министр торговли США                                      |         | Дональд Эванс      | 20 января 2001 — 7 февраля 2005   |
| Министр торговли США                                      |         | Карлос Гутьеррес   | 7 февраля 2005 — 20 января 2009   |
| Министр здравоохранения и социальных служб США            |         | Томми Томпсон      | 2 февраля 2001 — 26 января 2005   |
| Министр здравоохранения и социальных служб США            |         | Майк Ливитт        | 26 января 2005 — 20 января 2009   |
| Министр жилищного строительства и городского развития США |         | Мел Мартинес       | 24 января 2001 — 13 августа 2004  |
| Министр жилищного строительства и городского развития США |         | Альфонсо Джексон   | 31 августа 2004 — 18 апреля 2008  |
| Министр жилищного строительства и городского развития США |         | Стивен Престон     | 5 июня 2008 — 20 января 2009      |
| Министр транспорта США                                    |         | Норман Минета      | 25 января 2001 — 7 августа 2006   |
| Министр транспорта США                                    |         | Мэри Питерс        | 17 октября 2006 — 20 января 2009  |
| Министр энергетики США                                    |         | Спенсер Абрахам    | 20 января 2001 — 31 января 2005   |
| Министр энергетики США                                    |         | Самуэль Бодман     | 31 января 2005 — 20 января 2009   |
| Министр образования США                                   |         | Род Пейдж          | 20 января 2001 — 20 января 2005   |
| Министр образования США                                   |         | Маргарет Спеллингс | 20 января 2005 — 20 января 2009   |
| Министр внутренней безопасности США                       |         | Томас Ридж         | 24 января 2003 — 1 февраля 2005   |
| Министр внутренней безопасности США                       |         | Майкл Чертофф      | 15 февраля 2005 — 20 января 2009  |
| Министр по делам ветеранов США                            |         | Энтони Принсили    | 23 января 2001 — 26 января 2005   |
| Министр по делам ветеранов США                            |         | Джим Николсон      | 26 января 2005 — 1 октября 2007   |
| Министр по делам ветеранов США                            |         | Джеймс Пик         | 20 декабря 2007 — 20 октября 2009 |
| Администратор Агентства по охране окружающей среды        |         | Кристина Уитман    | 31 января 2001 — 27 июня 2003     |
| Администратор Агентства по охране окружающей среды        |         | Майк Ливитт        | 6 ноября 2003 — 26 января 2005    |
| Администратор Агентства по охране окружающей среды        |         | Стивен Джонсон     | 26 января 2005 — 20 января 2009   |

## Окончание полномочий
4 ноября 2008 в США прошли президентские выборы. Так как Буш-младший занимал на тот момент должность 2 срока, он не мог баллотироваться на 3 срок.
Победу на данных выборах одержал кандидат от Демократической партии США Барак Обама. 20 января 2009 года кабинет Буша был распущен, в связи со вступлением в должность нового президента. С этого дня по 20 января 2017 исполнительную власть в стране возглавлял кабинет Барака Обамы.